# Coniopteryx (Coniopteryx) ezequi
Coniopteryx (Coniopteryx) ezequi is een insect uit de familie van de dwerggaasvliegen (Coniopterygidae), die tot de orde netvleugeligen (Neuroptera) behoort. 
Coniopteryx (Coniopteryx) ezequi is voor het eerst wetenschappelijk beschreven door Monserrat in 1984.